# Eichensohn & Davenstedt
Eichensohn & Davenstedt (Eigenschreibweise: Eichensohn/Davenstedt) ist ein DJ-Duo aus Hannover

## Diskografie
Der Technosong wurde auf YouTube erstmals veröffentlicht und ist in verschiedenen Sprach- und Dialektvarianten vertreten:
- Dialekte: Bairisch, Sächsisch, Berlinerisch, Schwäbisch, Norddeutsch
- Landessprachen: Deutsch (auch zensiert), Englisch (auch zensiert), Niederländisch, Russisch, Japanisch, Türkisch, Französisch, Spanisch und Italienisch

Die deutsche Version auf dem offiziellen YouTube-Kanal Konsumwelt von Eichensohn & Davenstedt wurde über 2,7 Millionen (Stand: April 2012) Mal aufgerufen. In den deutschen Single-Charts erreichte FFF, veröffentlicht auf Proton Records daredo, für eine Woche den 100. Platz.
Singles
- FFF (2011, verschiedene Versionen)
- Konsumwelt (27. Juli 2012)

## Trivia
Das Duo sah sich zum ersten Mal nach eigenen Angaben zufolge im Jahr 2008 zufällig im Berliner Warenhaus KaDeWe. So sollen beide gleichzeitig auf Alben von Boney M. gegriffen haben. Bei einem anschließenden Gespräch in einem Café haben sie erfahren, dass beide in Berlin-Kreuzberg wohnen und DJs sind.
Da sie unerkannt bleiben möchten, tragen sie bei Auftritten Clownmasken.
Die Dialekt- und Fremdsprachversionen von Ficken, Fressen, Fernsehen kommen dem hochdeutschen Original, übersetzungstechnisch, alle recht nahe. Die niederländische Version jedoch, ist eher frei übersetzt, enthält durch Code-Switching auch englische Wörter und mehr Phrasen als die anderen Versionen, in welchen sich das Hauptstilmittel, eindeutig durch den Gebrauch einzelner Verben äußert.
Die Phrasen der niederländischen Version sind grammatikalisch sehr simpel formuliert, enthalten viele Begriffe des Netzjargon und deuten fast alle auf Alkoholkonsum, Drogenkonsum, das dazugehörige verkatert sein und einen ausgeprägten Party-Lifestyle hin (party til you cannot function lachen man lol oops).
Zudem ist der Refrain ebenfalls sehr frei übersetzt. Wo es hier eigentlich „neuken, eten, TV kijken“ heißen müsste, wird lediglich Bunga, Bunga, Video gesungen.